# Augochlora semiramis
Augochlora semiramis är en biart som först beskrevs av Carlos Schrottky 1910.  Augochlora semiramis ingår i släktet Augochlora och familjen vägbin. Inga underarter finns listade.